# Максимов, Василий Павлович
Василий Павлович Максимов (род. 14 марта 1905; Санкт-Петербург, Российская империя — 21 марта 1970; Санкт-Петербург, РСФСР, СССР) — советский актёр театра и кино. Заслуженный артист РСФСР (1961).

## Биография
Родился 14 марта 1905 года в Санкт-Петербурге, в семье матери и отца.
Учился. По окончании среднего образования в 1922 году поступил на актёрский факультет театральной школы Ленинградского Пролеткульта и попал к П. П. Гайдебурову. В 1926 году Максимов окончил учёбу в данном заведении, но остался в нём в качестве театрального актёра для выступлений. Позже переходил служить в различные другие театры, много раз сменял труппы. В кино начал сниматься с 1936 года. Первой работой этого же года стал фильм «На отдыхе», где Максимов снялся в маленькой роли почтальона. Последние две работы «Римские рассказы» (1965) и «Сорочинская ярмарка» (1967) являлись фильмами-спектаклями, где актёр принимал участие.
Ушёл из жизни 21 марта 1970 года в Санкт-Петербурге. Похоронен на «Кладбище Памяти жертв 9-го января».

### Личная жизнь
Был женат на преподавательнице английского языка Ленинградского военно-механического института. Было двое детей. Сын (1925 г.р.), дочь (1938 г.р.)

## Фильмография
- 1936 — На отдыхе — почтальон
- 1943 — Радуга — немецкий офицер
- 1949 — Академик Иван Павлов — американский журналист
- 1953 — Любовь Яровая — протоиерей Закатов
- 1956 — Пролог — Петрушевский
- 1957 — Балтийская слава — офицер
- 1957 — Всего дороже — завхоз
- 1957 — Дон Кихот — священник
- 1957 — Его время придёт — министр
- 1957 — Улица полна неожиданностей — профессор университета
- 1958 — Мистер Икс — поклонник Теодоры
- 1958 — Шофёр поневоле — Семён Семёнович Селезнёв
- 1959 — Достигаев и другие (фильм-спектакль) — участие
- 1959 — Не имей 100 рублей… — пианист Анатолий Петрович
- 1959 — Шинель — директор департамента
- 1960 — Дама с собачкой — буфетчик
- 1960 — И снова утро — редактор газеты
- 1961 — Барьер неизвестности — профессор, врач
- 1961 — Две жизни — мясник
- 1961 — Первые испытания (2 серия) — Ферапонт Иванович
- 1964 — Хотите — верьте, хотите — нет… — начальник жилотдела
- 1965 — Давайте знакомиться: месяц Май — продавец, болельщик
- 1965 — Залп «Авроры» — министр Временного правительства
- 1965 — Римские рассказы (фильм-спектакль) — участие
- 1967 — Сорочинская ярмарка (фильм-спектакль) — участие

## Звания и награды
- Заслуженный артист РСФСР (13 июня 1961)[3].